# Pyxine australiensis
Pyxine australiensis är en lavart som beskrevs av Kalb. Pyxine australiensis ingår i släktet Pyxine och familjen Physciaceae.   Inga underarter finns listade i Catalogue of Life.